# Le Frère 2
Série
Le Frère
(1997)
Pour plus de détails, voir Fiche technique et Distribution.
Le Frère 2 (Брат 2, Brat 2) est un film russe réalisé par Alekseï Balabanov, sorti en 2000. C'est la suite du film Le Frère sorti en 1997.

## Synopsis
L'histoire commence à Moscou. Danila Bagrov, un vétéran de la guerre tchétchène devenu tueur à gages, rencontre quelques-uns de ses frères d'armes à l'occasion du tournage d'un film documentaire sur la guerre tchétchène. Après le tournage tous se retrouvent dans une bania. Là, son ami Konstantin Gromov, agent de sécurité dans la banque Nikolaev, lui raconte les déboires de son frère jumeau Dmitri, joueur de hockey de la LNH. Dmitri doit reverser tout l'argent qu'il gagne à son manager américain Richard Mennis. Des intérêts financiers amènent Richard Mennis à Moscou où il doit rencontrer le directeur de la banque Nikolaev, Valentin Belkine. Konstantin dit qu'il demandera à Belkine de parler à Mennis du cas de son frère. 
Belkine essaie de parler du joueur de hockey à Mennis, mais ce dernier évite la conversation. Ensuite, Belkine demande à ses gens de main de calmer Konstantin, afin qu'il ne s'immisce pas et ne gâche pas sa relation avec Mennis, mais les gens de main comprennent la consigne à leur façon et tuent Konstantin. Danila, répondant à la dernière demande de son camarade qui lui a sauvé la vie à la guerre, décide de se rendre aux États-Unis pour aider son frère Dmitri.

## Fiche technique
- Titre : Le Frère 2
- Titre original : Брат 2 (Brat 2)
- Réalisation et scénario : Alekseï Balabanov
- Photographie : Sergueï Astakhov
- Montage : Marina Lipartiya
- Musique : Viatcheslav Boutoussov
- Pays d'origine : Russie
- Format : Couleurs - 35 mm
- Genre : Action, film de gangsters, drame et thriller
- Durée : 122 minutes
- Date de sortie :
  - Russie : 11 mai 2000

## Distribution
- Sergueï Sergueïevitch Bodrov : Danila Bagrov
- Viktor Soukhoroukov : Viktor
- Sergueï Makovetski : Valentin Belkine, directeur de la banque Nikolaev
- Irina Saltykova : Irina Saltykova, chanteuse pop
- Kirill Pirogov : Ilia
- Alexander Diatchenko : Kostia Gromov / Mitia Gromov
- Daria Yougrens : Dacha-Marilyn
- Gary Houston : Richard Mennis
- Ray Toler : Ben, le chauffeur de camion
- Konstantin Mourzenko : archéologue
- Ivan Demidov : présentateur de l'émission Dans le monde des hommes
- Egor Pazenko : agent de milice
- Alekseï Grichine : steward